# Samborek (Lubomino)
Samborek (deutsch Lauterwalde) ist ein Ort in der polnischen Woiwodschaft Ermland-Masuren. Er gehört zur Landgemeinde Lubomino (Arnsdorf) im Powiat Lidzbarski (Kreis Heilsberg).

## Geographische Lage
Samborek liegt in der nordwestlichen Woiwodschaft Ermland-Masuren, 23 Kilometer südwestlich der Kreisstadt Lidzbark Warmiński (Heilsberg).

## Geschichte
Das kleine Dorf Lauterwald wurde erst nach 1820 Lauterwalde genannt. Im Jahre 1874 wurde es in den Amtsbezirk Wolfsdorf (polnisch Wilczkowo) im ostpreußischen Kreis Heilsberg, Regierungsbezirk Königsberg, integriert.
171 Einwohner waren im Jahre 1910 in Lauterwalde registriert. Ihre Zahl belief sich im Jahre 1933 auf 164 und im Jahre 1939 auf 127.
Im Zusammenhang der Abtretung des gesamten südlichen Ostpreußen 1945 in Kriegsfolge an Polen erhielt Lauterwalde die polnische Namensform „Samborek“. Das Dorf ist heute eine Ortschaft innerhalb der Gmina Lubomino (Landgemeinde Arnsdorf) im Powiat Lidzbarski (Kreis Heilsberg), von 1975 bis 1998 der Woiwodschaft Olsztyn, seither der Woiwodschaft Ermland-Masuren zugehörig. Im Jahre 2021 zählte Samborek 58 Einwohner.

## Religion
Samborek gehört heute wie bereits Lauterwalde vor 1945 zur römisch-katholischen Pfarrei in Rogiedle (Regerteln), jetzt im Erzbistum Ermland gelegen. Auch zur evangelischen Kirche Regerteln in der Kirchenprovinz Ostpreußen der Kirche der Altpreußischen Union gehörte bis 1945 das Dorf, das nunmehr der Diözese Masuren der Evangelisch-Augsburgischen Kirche in Polen zugeordnet ist.

## Verkehr
Samborek liegt an einer Nebenstraße, die bei Lubomino (Arnsdorf) von der Woiwodschaftsstraße 593 abzweigt und über die – verwaiste – Ortstelle Bramka (Ziebalspforte) nach Rogiedle (Regerteln) führt. Rogiedle ist die nächste Bahnstation an der Bahnstrecke Olsztyn Gutkowo–Braniewo der Polnischen Staatsbahn (PKP).